# Okręg wyborczy Barking
Okręg wyborczy Barking został utworzony w roku 1945 w londyńskiej dzielnicy Barking and Dagenham. Wysyła do brytyjskiej Izby Gmin jednego deputowanego. Od momentu utworzenia okręgu wygrywali w nim zawsze kandydaci Partii Pracy.

## Lista deputowanych
| Okres urzędowania | Deputowany          | Partia       |
| ----------------- | ------------------- | ------------ |
| 1945-1959         | Somerville Hastings | Partia Pracy |
| 1959-1974         | Tom Driberg         | Partia Pracy |
| 1974-1994         | Jo Richardson       | Partia Pracy |
| od 1994           | Margaret Hodge      | Partia Pracy |